# Skoll (satélite)
Skoll, também conhecido como Saturno XLVII é um satélite irregular retrógrado de Saturno. Sua descoberta foi anunciada por Scott S. Sheppard, David C. Jewitt e Jan Kleyna em 26 de junho de 2006, a partir de observações feitas entre 5 de janeiro de 2006 e 30 de abril de 2006. Sua designação provisória foi S/2006 S 8.
Skoll tem cerca de 6 km de diâmetro (assumindo albedo de 0,04), e orbita Saturno a uma distância média de 17 663 300 km em 878,39 dias, seguindo uma órbita moderadamente inclinada e excêntrica.
Foi nomeado em abril de 2007 a partir de Skoll, um lobo gigante da mitologia nórdica.